# Suma (supermarché)
Pour les articles homonymes, voir Suma.
Suma est une ancienne enseigne de supermarchés française, créée en 1959 par l'alsacien Robert Jung et racheté progressivement en 1998 par Docks de France, groupe devenu par la suite Auchan.
Un Suma ouvre à Strasbourg vers 1960, au 284 route de Schirmeck. .
Suma fut le premier supermarché de certaines localités françaises, comme à Athis-Mons (Essonne, 1962, devenu plus tard Atac, puis Auchan) où un supermarché est installé deux ans après l'arrivée des habitants dans le quartier du Noyer-Renard, au sein du Foyer du fonctionnaire et de la famille, situé sur le plateau de la ville ; à Sotteville-lès-Rouen (Seine-Maritime, juin 1965) ; à Laval (octobre 1968).
L'enseigne est devenue Atac pour les magasins de la Société Alsacienne, ou Stoc, pour ceux de Comptoirs Modernes, puis Simply Market pour les premiers, avant de prendre l'enseigne Auchan Supermarché. Quant aux seconds, ils ont pris successivement les enseignes Champion, puis Carrefour Market ou Market,.